# Município Luanda
Município Luanda är en kommun i Angola.   Den ligger i provinsen Luanda, i den nordvästra delen av landet. Huvudstaden Luanda ligger i Município Luanda.
Omgivningarna runt Município Luanda är i huvudsak ett öppet busklandskap. Runt Município Luanda är det tätbefolkat, med 849 invånare per kvadratkilometer.